# Shallow Life
Shallow Life je páté studiové album od italské gothicmetalové kapely Lacuna Coil.

## Seznam skladeb
1. Survive – 3:34
2. I Won't Tell You – 3:49
3. Not Enough – 3:40
4. I'm Not Afraid – 3:22
5. I Like It – 3:42
6. Underdog – 3:40
7. The Pain – 4:00
8. Spellbound – 3:21
9. Wide Awake – 3:51
10. The Maze – 3:38
11. Unchained – 3:22
12. Shallow Life – 4:00